# 細川乗賢
細川 乗賢（ほそかわ のりかた）は江戸時代の武士。細川京兆家の庶流・典厩家出身。

## 概要
父・細川元賢（三浦主水）が備前国の池田忠雄に仕えていた頃、乗賢は長子であるのにも関わらず四方を放浪していたため、弟の重賢が備前国にて元賢とともに暮らしていたという。乗賢が父の跡を継ぐと、芸陽を放浪した後に広島藩主・浅野長晟に仕えた。長晟の死語は高松藩主・生駒高俊に仕えたが、生駒騒動によって高松藩を離れ加賀藩主・前田利常に仕えた。寛文12年（1672年）9月27日 に71歳で死去し、遺体は江戸の養源寺（東京都文京区千駄木5-38-3） に葬られた。